# حرب الموتى (فلم)
حرب الموتى (بالإنجليزية: War of the Dead) هو فيلم أكشن ورعب تم إنتاجه في الولايات المتحدة ولتوانيا وإيطاليا وصدر سنة 2011، من بطولة أندرو تايرنان.

## القصة
تدور أحداث الفيلم في أثناء الحرب العالمية الثانية؛ حيث يتم تكليف الكابتن (ستون) وكتيبته من الجنود الأمريكيين والفنلنديين بالوصول والسيطرة على أحد المخابئ التي يسيطر عليها الألمان. في أثناء طريقهم يتعرضون لإطلاق النار، ويتعاركون مع جنود ألمان يبدون وكأنهم موتي أحياء. هولاء الجنود كادوا يبيدون الكتيبة عن آخرها لكن الجنود يستطيعون الهروب إلى المخبأ الذي كانوا ينتوون السيطرة عليه، ليكتشفوا كيف تحول هولاء الجنود الألمان.

## الميزانية والإيرادات
كلف الفيلم ميزانية 1.3 مليون يورو.

## روابط خارجية
- مقالات تستعمل روابط فنية بلا صلة مع ويكي بيانات